# Carl Craig
Pour les articles homonymes, voir Craig.
Carl Craig (né le 22 mai 1969) est un musicien, DJ et producteur américain de musique électronique et jazz. Il est considéré comme l'une des figures majeures de la seconde vague de la techno de Détroit. Il fonde son Label discographique Planet E en 1996.
Son pseudonyme Paperclip People est probablement inspiré de l'opération Paperclip. C'est sous ce pseudonyme que Carl Craig a collaboré avec le duo allemand Basic Channel. Il est membre ou ancien membre des groupes The Detroit Experiment, Incogdo (avec Derrick May), Innerzone Orchestra, et Urban Tribe.

## Biographie

### Jeunesse
Carl Craig nait le 22 mai 1969 à Détroit dans le Michigan. Sa mère est assistante d'enseignement et son père est employé des postes. Il fréquente la Cooley High School, où il développe un intérêt pour la musique,. Il apprend à jouer de la guitare et s’intéresse ensuite à la musique de club grâce à son cousin, qui travaillait alors sur l'éclairage de soirées dans la région de Détroit. Après avoir écouté une émission de radio de Derrick May sur WJLB, Craig commence à expérimenter l'enregistrement sur un lecteur de cassettes à double deck. Il fait la connaissance d'une personne qui connait personnellement Derrick May et qui lui transmet des cassettes de certaines de ses productions.

### Carrière
À partir de 1989, Craig plusieurs enregistrements sous de nombreux alias, dont Psyche, BFC, 69, Paperclip People et Innerzone Orchestra. Beaucoup de ces premières sorties de Psyche et BFC sont rassemblées sur la compilation Elements 1989-1990, sortie en 1996. Craig fonde ensuite son propre label de disques appelé Planet E Communications en 1991. Depuis lors, il produit des disques d'autres artistes tels que Kevin Saunderson, Moodymann et Kenny Larkin.
Son premier album studio, Landcruising, sort sur Blanco y Negro Records en 1995. En 1996, il sort The Secret Tapes of Doctor Eich sous le pseudonyme Paperclip People. En 1997, il produit un nouveau projet : More Songs About Food and Revolutionary Art. Ce dernier est classé au numéro 29 de la liste 50 Best IDM Albums of All Time de Pitchfork. En 1999, il sort Programmed sous le pseudonyme Innerzone Orchestra.
Craig est co-créateur et directeur artistique du Detroit Electronic Music Festival en 2000 et 2001. Son licenciement ultérieur par les organisateurs du festival a suscité une controverse importante au sein de la communauté de la techno de Détroit, déclenchant une campagne médiatique en sa faveur. En 2001, il intente un procès pour rupture de contrat contre le producteur du festival, Pop Culture Media.
Il sort une version retravaillée de Landcruising, intitulée The Album Formerly Known as..., en 2005. En 2008, il un album collaboratif avec Moritz Von Oswald voit le jour. Intitulé Recomposed, sur Deutsche Grammophon. Il revient en tant que directeur artistique pour le Detroit Electronic Music Festival 2010. En 2015, il sort un album collaboratif avec Green Velvet, intitulé Unity, sur Relief Records. En 2017, il sort Versus sur InFiné.
Craig créé une installation sonore, intitulée Party/After-Party, qui ouvre au musée d'art Dia:Beacon en mars 2020. Fruit d'une collaboration de cinq ans avec Dia Beacon, c'est sa première incursion dans le monde de l'art. En 2023, l'installation est présentée au Geffen Contemporary at MOCA, Los Angeles, et l'exposition est accompagnée de Party/After-Party Sessions, une série de trois concerts en direct qui incluent des DJ et des musiciens électroniques tels que DJ Holographic, Felix Da Housecat, King Britt, Moodymann et Kenny Larkin.

## Style musical et postérité
Mixmag qualifie Carl Craig de « figure de proue de la deuxième génération de la techno de Détroit », tandis qu'Exclaim! le présente comme "figure centrale" de la deuxième vague du genre. Pitchfork le décrit comme un « pionnier de la techno ». Il aborde la techno en s'inspirant d'un large éventail de genres musicaux, notamment la soul, le jazz, la new wave, l'industriel et le krautrock, tandis que ses œuvres couvrent la techno ambiante, le breakbeat, la house, la musique classique et les stylings basés sur le synthétiseur modulaire. Dans une interview de 2015, il cite The Electrifying Mojo, Prince, Kraftwerk, Juan Atkins et Jeff Mills comme principales influences sur sa musique.
Le titre de Craig Bug in the Bassbin, sorti en 1992 sous le pseudonyme Innerzone Orchestra, est repris par des DJ tels que 4hero, Goldie et J Majik. Au Royaume-Uni, les DJ commencent à jouer la piste à 45 tours au lieu des 33 tours prévus. Selon Now, le titre « a fini par inspirer et en de nombreux sens écrire le modèle de ce que le drum and bass allait devenir en Angleterre ».
Selon Vinyl Me, Please, Craig « a réussi non seulement à repousser les limites de la techno de Détroit, mais il a également introduit une urgence et une richesse mélodique dans le monde parfois nombriliste de l'IDM » avec des sorties telles que More Songs About Food and Revolutionary Art .

## Discographie partielle
L'album qu'il sort en 1995 sous le pseudonyme 69, à savoir The Sound of Music, est considéré comme l'un des meilleurs albums de la techno de Détroit ; Fact, webzine britannique, le classe ainsi parmi les cent meilleurs albums des années 1990, exactement à la 19e position.

### Albums studio
- 1995 : Carl Craig - Landcruising (1995)
- 1995 : 69 - The Sound of Music (1995)
- 1996 : Paperclip People - The Secret Tapes of Dr. Eich (CD, album, Planet E)
- 1997 : Carl Craig - More Songs About Food and Revolutionary Art, (CD, album, Planet E)
- 1999 : Innerzone Orchestra - Programmed (Talkin' Loud, 1999)
- 2002 : The Detroit Experiment - The Detroit Experiment (Ropeadope Records / Planet E)
- 2006 : Carl Craig - From The Vault - Planet E Classics Collection Vol. 1 (Planet E)
- 2008 : Carl Craig - Sessions (2008). Rétrospective mixée regroupant compositions originales et remixes.
- 2008 : Carl Craig & Moritz von Oswald - ReComposed (CD, Deutsche Grammophon)
- 2013 : Carl Craig - Masterpiece (CD, Ministry of Sound)
- 2017 : Carl Craig - Versus (CD, InFiné) (réinterprétation classique de 14 titres du musicien par François-Xavier Roth, accompagnés de Les Siècles Orchestra et du pianiste Francesco Tristano).

### EP
- 1991 : Paperclip People - Oscillator (12", Buzz / Retroactive)
- 1991 : 69 - 4 Jazz Funk Classics (Planet E)
- 1993 : 69 - Sound On Sound (Planet E)
- 1994 : Paperclip People - Throw / Remake (Basic Reshape) (12", Planet E)
- 1995 : Paperclip People - The Climax (12", Touché)
- 1996 : Paperclip People - The Floor (12", Planet E / Touché)
- 1996 : Paperclip People - Steam (7", Planet E)
- 1998 : Paperclip People - 4 My Peepz (12", Planet E)
- 2001 : Paperclip People - Clear And Present / Tweakityourself (12", Planet E)
- 2004 : Paperclip People - Basic Reshape (12", Basic Channel)

### Compilations mixées ou non
- 1996 : DJ-Kicks: Carl Craig
- 1999 : House Party 013: A Planet E Mix
- 2001 :  Abstract Funk Theory
- 2001 : Onsumothasheeat
- 2002 : The Workout
- 2005 : Fabric 25

### Remixes
- Nexus 21 - (Still) Life Keeps Moving (Carl Craig remix) (1989)
- Inner City - That Man (He's All Mine) (Carl's Curricular Mix) (1990)
- Inner City - That Man (He's All Mine) (Carl Craig Domination Mix) (1990)
- Ron Trent - Altered States (East Side Mixx) (1992)
- Chez Damier - Help Myself (Reconstructed By Carl Craig) (1992)
- Maurizio - Domina (C. Craig's Mind Mix) (1993)
- Quadrant - Infinition (Carl Craig Mix) (1993)
- Brian Transeau - Relativity (Carl Craig's Urban Affair Dub) (1993)
- Inner City - Ahnonghay (Carl Craig Remix) (1994)
- La Funk Mob - Ravers Suck Our Sound (Carl Craig Remix) (1994)
- Orb - Oxbow Lakes (Psychic Pals Family Wealth Plan Mix) (1995)
- Green Velvet - Flash (Carl Craig's Paperclip People Mix) (1995)
- Yello - La Habanera (Carl Craig Mix) (1996)
- Deee-Lite - Heart Be Still (Carl Craig 1996) (1996)
- S'Express - Theme From S-Express (Carl Craig's Edited Birthday Surprise Mix) (1996)
- Gus Gus - Polyesterday (Shot In The Leg Remix) (1997)
- Can - Future Days (Blade Runner Remix) (1997)
- Depeche Mode - Useless (Air 20 Mix) (1997)
- Coldcut - Rubaiyat (Big Brotha Remix By Carl Craig) (1998)
- Telex - Moskow Diskow (Carl Craig Remix Single Edit) (1998)
- Inner City - Good Life (Carl Craig Mix) (1998)
- François de Roubaix - La Mer est grande (Carl Craig Remix) (2003)
- Kenny Larkin - Catatonic (Carl Craig Remix) (2005)
- Laurent Garnier - Barbiturik Blues (C² Remix) (2005)
- Laurent Garnier - Cloud Marketing Machine (C² Remix) (2005)
- Theo Parrish - Falling Up (2005)
- Delia Gonzalez & Gavin Russom - Relevee (Carl Craig Remix) (2006)
- Goldfrapp - Fly Me Away (C2 Rmx 1&2) (2006)
- X-Press 2 - Kill 100 (Carl Craig Remix) (2006)
- Brazilian Girls - Last Call (Carl Craig Remix) (2006)
- Rhythm and Sound - Poor People Must Work (Carl Craig Remix) (2006)
- Amp Fiddler - Ridin' (Carl Craig 12" & 7" Edit) (2007)
- Junior Boys - Like A Child (Carl Craig Remix) (2007)
- Alter Ego - Gary (C2 Remix) (2008)
- Francesco Tristano - The Melody (C2 Remix) (2008)
- Agoria - Speechless (Carl Craig Remix) (2011)
- Slam - Azure (Carl Craig C2 Remix) (2012)